# Luís Gonzaga Bergonzini
Dom Luís Gonzaga Bergonzini (São João da Boa Vista, 20 de maio de 1936 — Guarulhos, 13 de junho de 2012) foi um bispo católico brasileiro.

## Biografia
Foi ordenado padre em 29 de junho de 1959 e apontado bispo da Diocese de Guarulhos em 4 de dezembro de 1991 até 23 de novembro de 2011, quando foi nomeado seu sucessor, dom Joaquim Justino Carreira.
Foi eleito pela revista Época um dos cem brasileiros mais influentes em 2010. Em 19 de julho de 2010, pediu, através do site da CNBB que os católicos não votassem em Dilma Roussef nas eleições de 2010, por ela defender o aborto; ele chegou a imprimir dois milhões de panfletos contra a candidata. Em entrevista ao jornal Folha de S.Paulo, também afirmou que "o ideário do PT é muito perigoso". Anteriormente, ele já havia orientado os padres de Guarulhos a se manifestarem nas missas contra o voto em Dilma nas eleições de 2010.
Em 2012, passou a ter problemas com a pneumonia e em 21 de maio adentrou a UTI do Hospital Stella Maris, em Guarulhos. O caso agravou para embolia pulmonar e o falecimento veio em 13 de junho de 2012.
No seu Testamento Espiritual, escrito em 11 de março de 2009, por ocasião de seus 50 anos de sacerdócio, deixou explícita sua vocação, a alegria de ser sacerdote e sua devoção a Jesus Cristo e Nossa Senhora da Imaculada Conceição.

## Ordenações Episcopais
Coordenante de:
- Orani João Cardeal Tempesta (1997).